# Stanisław Czarkowski (wojski)
Stanisław Czarkowski herbu Abdank – wojski nowogródzki w 1632 roku.
Był elektorem Władysława IV Wazy z województwa nowogródzkiego w 1632 roku.